# Concesión austrohúngara de Tianjin
La Concesión austrohúngara de Tianjin (Chino:天津奥租界; Pinyin: Tiānjīn ào zūjiè, Alemán: Österreichisch-ungarische Konzession; en húngaro: Osztrák–magyar tiencsini koncesszió) fue un territorio del Imperio austrohúngaro en el actual Tianjin, en el norte de China, a orillas del golfo de Bohai, que existió desde el 27 de diciembre de 1902 hasta la anexión a al Concesión Italiana el 14 de Agosto de 1917. Su concesión a Austria-Hungría (de ahí su nombre) se produjo tras la firma del Protocolo Bóxer que puso fin al conflicto entre el Imperio chino de la dinastía Qing y la Alianza de las Ocho Naciones originado en la rebelión de los bóxers de 1901 (si bien, los austrohúngaros habían estado presentes en el lugar desde el año anterior). Fue la más corta entre las concesiones en Tianjin, existiendo durante solo 14 años.

## Historia
La Concesión austrohúngara, con una extensión de 108 ha, fue una de ellas debido a la limitada participación austrohúngara en la fuerza expedicionaria internacional: cuatro cruceros y 296 soldados. La concesión limitaba con el río Hai al oeste, a través del puente desde la ciudad de Tianjin, hasta Jingshan al este, y Jinzhong (ahora Shizilin, Hebei), un afluente del río Hai al norte. Al otro lado del río hay un edificio francés centenario, la Antigua Catedral de Nuestra Señora de las Victorias, en el distrito de Hebei. Es adyacente a la Concesión Italiana de Tianjin, que también se encuentra en el distrito de Hebei.
Austria-Hungría mantuvo guardias allí, a diferencia del resto de concesiones extranjeras en Tianjin.
Al contrario de lo que hicieron las demás potencias europeas, Austria-Hungría concedió la ciudadanía a todas las poblaciones locales. La administración estaba confiada a un consejo formado por los nobles locales, el cónsul imperial y el comandante de la guarnición militar que incluía a 40 marineros de la marina austrohúngara y 80 policías chinos llamados Shimbo. Los dos representantes austrohúngaros tenían derecho de mayoría en las reuniones del consejo. La ley jurídica aplicada en los tribunales era la austrohúngara. 

En la concesión se construyeron un teatro, balneario, escuela, casa de empeño, cuartel, prisión, hospital y cementerio. La presencia relativamente corta, unos 14 años, dejó huellas de Habsburgo que aún hoy se encuentran en esa zona de la ciudad. 

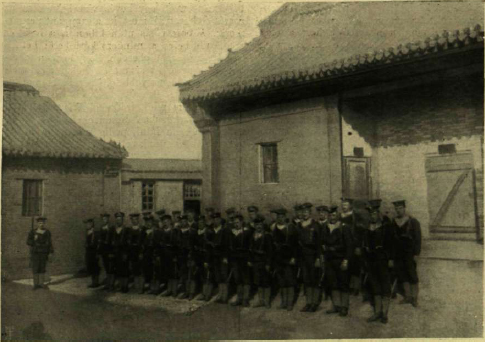
Tropas austrohúngaras en China alrededor de 1903-04.

Después del estallido de la Primera Guerra Mundial en 1914, la concesión de Austria-Hungría quedó relativamente aislada. El suministro de electricidad estaba garantizado por la Concesión belga y el suministro de agua estaba garantizado por una empresa británica en Tientsin, China. Además, cuatrocientos marineros austríacos desembarcaron en Tianjin y se abrieron paso hasta el asedio de Qingdao para ayudar a las fuerzas alemanas. Mientras esto sucedía, los aliados espiaban las concesiones de las potencias centrales.

### Ocupación China
Tras el estallido de la Primera Guerra Mundial, China declaró la guerra a las Potencias Centrales, posicionándose del lado la Triple Entente, y paso seguido ocupó las concesiones austrohúngara y alemana, declarándolas rescindidas el 14 de agosto de 1917. 
Según las autoridades austríacas, ese día, a las a las 10:30 de la mañana el cónsul austríaco recibió una llamada de su homólogo alemán, informándole que China les había declarado la guerra y que el delegado neerlandés tenía previsto llegar a Tianjin ese mismo día. A las 11:30 se presentó en el consulado austrohúngaro un emisario chino con la reclamación de suspender la concesión y subordinar el destacamento naval a las fuerzas chinas, después de que en las horas previas tropas chinas destruyeran los depósitos de municiones de ambos países en la zona. El delegado holandés convenció al cónsul para que aceptara el ultimátum y la Concesión austrohúngara fue entregada oficialmente las 16:00 horas, dando paso a la entrada de entre 400 y 600 policías chinos armados, que izaron la bandera china en el edificio de la Administración austrohúngara. Fuentes austríacas denunciaron que ese día se realizaron transferencias ilegales de dinero del consultado a la capital china (de una cuenta perteneciente al cónsul, con valor de entre dos y tres mil dólares de la época).
La versión china de los acontecimientos difiere algo de la austríaca; según ella, a la hora mencionada (16:00), tropas chinas ocuparon la concesión, directamente y sin demandas previas, declarando la toma de control de la zona mediante el izado de la bandera en el edificio del consulado.

### Tratados de renunciación
Tras finalizar la Primera Guerra Mundial, con la disolución de Austria-Hungría, fueron necesarios dos tratados separados para ratificar la renuncia a los derechos de concesión. Austria lo hizo el 10 de septiembre de 1919 en el marco del Tratado de Saint-Germain-en-Laye, y Hungría le siguió el 4 de junio de 1920 en el marco del Tratado de Trianon. En junio de 1927, tras una serie de enfrentamientos entre facciones chinas opuestas, el territorio se incorporó a la Concesión italiana, de la que formaría parte hasta 1943.

## Desarrollo
El comercio del Imperio austrohúngaro con China era extremadamente limitado y la concesión estaba ubicada en el extremo norte del río Hai, lo que no era propicio para el transporte marítimo. Por tanto, la concesión no era un área financiera y comercial importante. Sin embargo, la Concesión austriaca estaba ubicada entre la ciudad vieja y la estación de tren de Tianjin. Poco después de que se delimitó la concesión, la Compañía Belga de Tranvías y Electricidad de Shichang construyó una línea de tranvía desde la puerta este de la ciudad vieja hasta la estación de tren y, al mismo tiempo, reconstruyó el puente de pontones este para convertirlo en un puente de hierro. Llamado Puente Jintang, ubicado en el distrito de Hebei, se formó una calle comercial con negocios minoristas chinos concentrados a lo largo de la carretera principal (ahora Jianguo Road en el distrito de Hebei) por donde pasaban los tranvías.

## Galleria

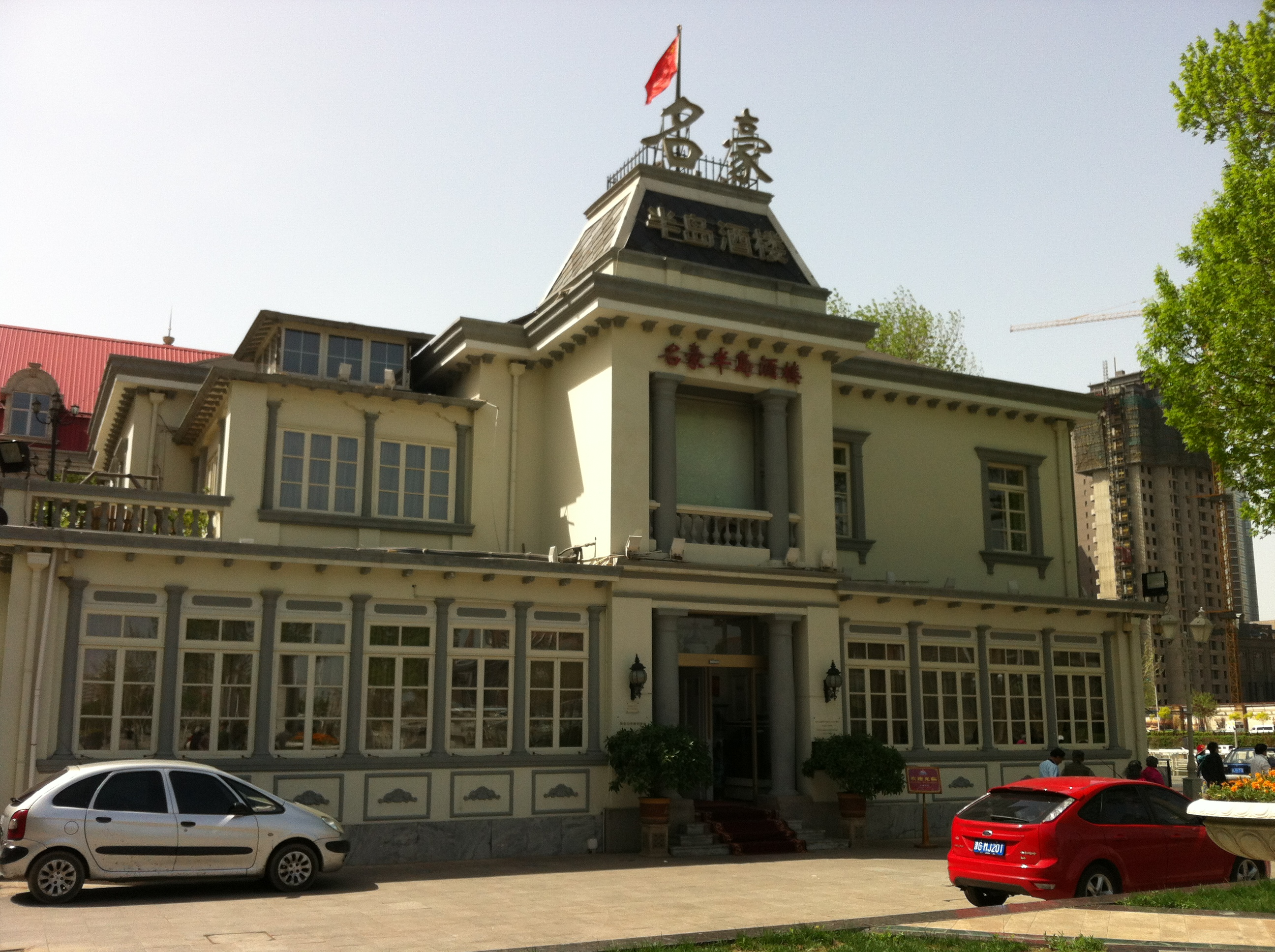
El antiguo consultado austrohúngaro
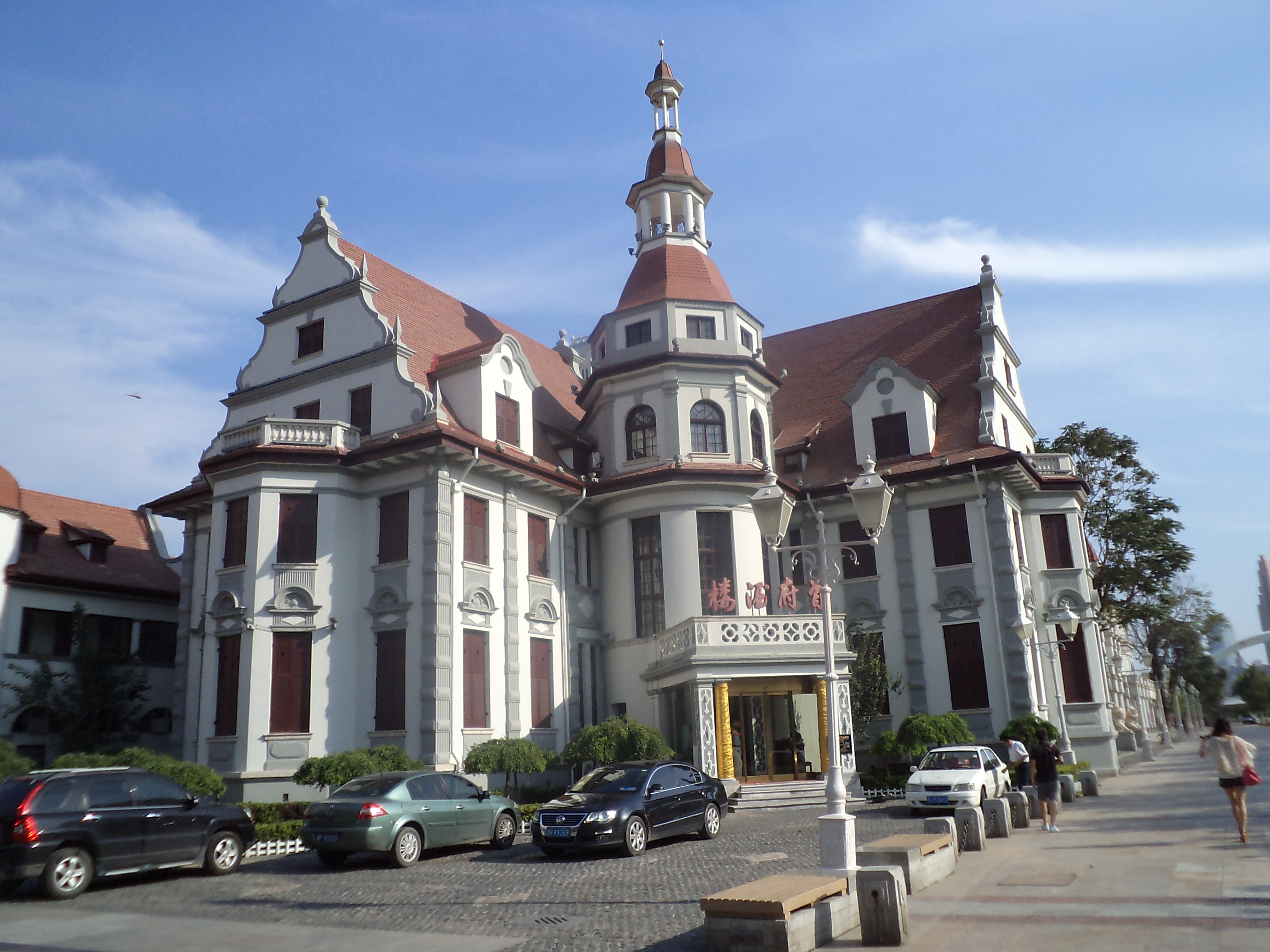
La Villa Shikai, residencia del Yuan Shikai

## Lista de cónsules
- Carl Bernauer (1901–1908)
- Erwin Ritter von Zach (1908)
- Miloslav Kobr (1908–1912)
- Hugo Schumpeter (1913–1917)